# Alfons Amade
Alfons Amade (* 12. November 1999 in Heidelberg) ist ein deutsch-mosambikanischer Fußballspieler. Der Abwehrspieler steht bei Dunfermline Athletic unter Vertrag und ist mosambikanischer Nationalspieler. 

## Karriere

### Verein
Amade, dessen Eltern aus Mosambik stammen, begann seine Karriere beim unterklassigen Mannheimer Verein SSV Vogelstang. Später schloss er sich der Jugend des Stadtrivalen SV Waldhof Mannheim an. 2010 wechselte er als 10-Jähriger in die Jugendakademie der TSG 1899 Hoffenheim. Dort spielte er in den Spielzeiten 2014/15 und 2015/16 mit den B1-Junioren (U17) 51-mal (2 Tore) in der B-Junioren-Bundesliga. In den Spielzeiten 2016/17 und 2017/18 folgten 51 Spiele (7 Tore) für die A-Junioren (U19) in der A-Junioren-Bundesliga, mit der er 2018 Meister der Staffel Süd/Südwest wurde, jedoch im Halbfinale am FC Schalke 04 scheiterte. Im Januar 2018 erhielt der 18-Jährige zudem seinen ersten Profivertrag mit einer Laufzeit bis zum 30. Juni 2022.
Zur Saison 2018/19 rückte Amade in den Profikader von Julian Nagelsmann auf. Dieser nominierte ihn Anfang Oktober 2018 in der Champions League erstmals in den Spieltagskader; bei der 1:2-Niederlage gegen Manchester City wurde er jedoch nicht eingesetzt. Am 2. März 2019 debütierte der 19-Jährige schließlich in der Bundesliga, als er bei einer 2:3-Niederlage gegen Eintracht Frankfurt in der Schlussphase eingewechselt wurde. Dies blieb sein einziger Einsatz in der Profimannschaft. Um Spielpraxis zu sammeln, kam Amade während seiner ersten Saison im Herrenfußball parallel 19-mal (ein Tor) in der zweiten Mannschaft in der viertklassigen Regionalliga Südwest zum Einsatz. Anders als bei nationalen Wettbewerben, war er in der UEFA Youth League noch für die U19 spielberechtigt und kam zu 7 Einsätzen.
Zur Saison 2019/20 wechselte Amade für ein Jahr auf Leihbasis in die 3. Liga zu Eintracht Braunschweig. Für die Eintracht verlief die Spielzeit unter dem Cheftrainer Christian Flüthmann und dessen Nachfolger Marco Antwerpen mit dem 3. Platz und dem Aufstieg in die 2. Bundesliga erfolgreich, er kam dabei aber lediglich in 4 Ligaspielen (2-mal von Beginn) zum Einsatz.
Zur Saison 2020/21 kehrte Amade nach Hoffenheim zurück und gehörte zunächst dem Kader der zweiten Mannschaft an. Unter Sebastian Hoeneß stieß er jedoch wieder zur Profimannschaft und wurde im Dezember 2020 in der Europa League eingesetzt. Dies blieb neben einer Nominierung in den Spieltagskader für ein Bundesligaspiel sein einziger Einsatz für die Profimannschaft in dieser Saison. Für die zweite Mannschaft absolvierte Amade 35 Regionalligaspiele (26-mal von Beginn) und erzielte 4 Tore.
Zur Saison 2021/22 wechselte Amade zum belgischen Erstligisten KV Ostende, bei dem er einen Vertrag bis zum 30. Juni 2024 unterschrieb. In seiner ersten Saison bestritt er 18 von 34 möglichen Ligaspielen, in denen er zwei Tore schoss, sowie ein Pokalspiel. In der nächsten Saison waren es 20 von 34 Ligaspielen und erneut ein Pokalspiel. Im Sommer 2023 stieg er mit dem Verein in die Division 1B ab.
Im Juli 2025 wechselte Amade zum schottischen Zweitligisten Dunfermline Athletic.

### Nationalmannschaft
Außerdem wird Amade seit der U15 in deutschen Jugendnationalmannschaften eingesetzt. Mit der U17-Nationalmannschaft nahm er 2016 an der U17-Europameisterschaft in Aserbaidschan teil. In den Jahren 2018 und 2019 stand er im Aufgebot der deutschen U20-Nationalmannschaft.
Im Dezember 2023 wurde Amade in das Aufgebot der mosambikanischen Nationalmannschaft für den Afrika-Cup 2024 berufen. Er kam in zwei Vorbereitungsspielen zu seinen ersten Länderspielen und stand im ersten Vorrundenspiel gegen Ägypten in der Startaufstellung (Endstand 2:2).

## Erfolge
- Aufstieg in die 2. Bundesliga: 2020
- Meister der A-Junioren-Bundesliga Süd/Südwest: 2018